# Años 0

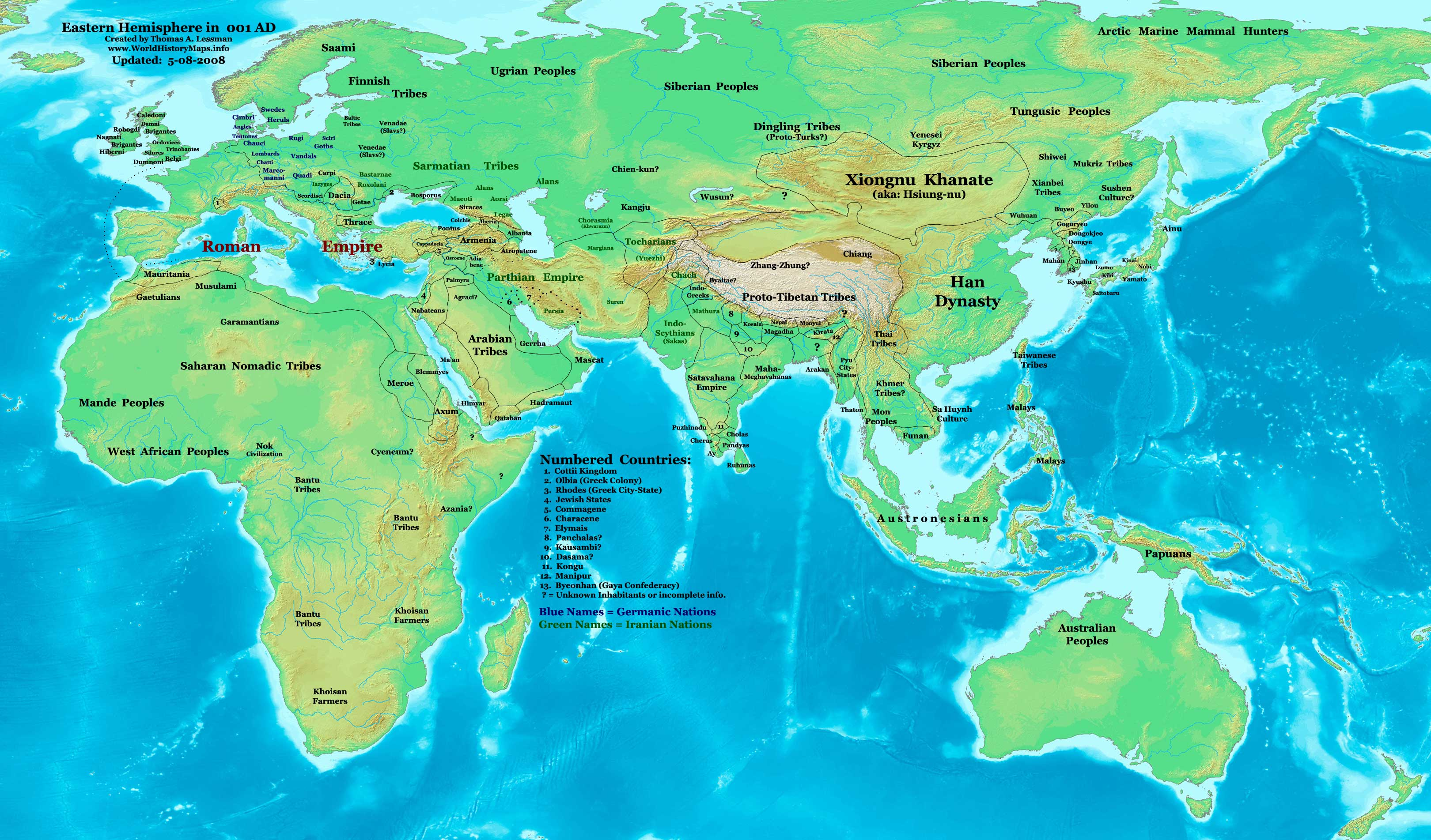
Hemisferio oriental a comienzos del.

Se le llama años 0 al período que abarca desde el año 1 al 9, ambos después de Cristo, los primeros nueve años del siglo I. Nótese que en el calendario basado en el Anno Domini no existe el año 0, por lo cual el año 1 es precedido por el año 1 a. C.

## Acontecimientos
- Batalla del bosque de Teutoburgo: el caudillo Arminio en Germania se rebela contra los abusos cometidos por el gobernador de la región, el general Varo. Arminio y un ejército de 100 000 germanos inflige una completa derrota en los bosques de Teoteburgo donde tres regiones son aniquiladas (9)
- Quirinio se convierte en un asesor principal de Cayo en Armenia (1)
- Judea se convierte en provincia romana.
- Qurinio se hace cargo del gobierno de Siria y ordena un censo en Judea (6)
- Cneo Domicio Enobarbo cuyo padre Lucio Domicio Enobarbo había desempeñado el cargo de cónsul en el 16 a. C. también sirve en las campañas armenias.
- Se construye el acueducto de Aqua Alsietina.
- Tiberio, por orden de César Augusto, combate revueltas en Germania (1–5). Tiberio conquista la Germania inferior, derrotando a las tribus lombardas que habitaban la cuenca baja del río Elba.
- Cayo César y Lucio Emilio Paulo son nombrados cónsules.
- Cayo César es nombrado jefe militar en Armenia con Marco Erennio Piceno sirviendo en su lugar como cónsul.
- Cayo César se casa con Livila, hija de Antonia la Menor y Nerón Claudio Druso, en un esfuerzo por obtener prestigio.
- Se construye el Santuario de Ise en Japón.
- Nacimiento de Jesús de Nazaret (fecha desconocida, entre 6 a. C. y 6 d. C.)

## Personas destacadas
- Lucius Junius Moderatus, el Columela, en Cádiz, escritor agronómico romano (f. 70 aprox.).